# 马肖拉
马肖拉（義大利語：Massiola），是意大利韦尔巴诺-库西亚-奥索拉省的一个市镇。总面积8平方公里，人口145人，人口密度18.1人/平方公里（2009年）。ISTAT代码为103043。